# 异叶元宝草
异叶元宝草（学名：Alajja anomala）为唇形科菱叶元宝草属下的一个种。